# Villers-sous-Montrond
Villers-sous-Montrond korábbi község (település) Franciaországban, Doubs megyében. 2022. január 1-jén Mérey-sous-Montrond községgel egyesült és Les Monts-Ronds új község része lett.
Lakosainak száma 210 fő (2019. január 1.). Villers-sous-Montrond Tarcenay, Malbrans, Mérey-sous-Montrond, Montrond-le-Château és Tarcenay-Foucherans községekkel határos.

## Népesség
A település népessége az elmúlt években az alábbi módon változott:
| Lakosok száma | 113  | 112  | 148  | 163  | 159  | 197  | 210  | 215  | 210  | 210  |
|               | 1968 | 1975 | 1990 | 1999 | 2006 | 2013 | 2015 | 2016 | 2018 | 2019 |